# Peltogyne confertiflora
Peltogyne confertiflora là một loài thực vật có hoa trong họ Đậu. Loài này được (Hayne) Benth. miêu tả khoa học đầu tiên.